# Buellia dijiana
Buellia dijiana är en lavart som beskrevs av Trinkaus 2001. Buellia dijiana ingår i släktet Buellia och familjen Caliciaceae.   Inga underarter finns listade i Catalogue of Life.